# Fälische Rasse
Als fälische Rasse, auch Fälide, Dal-Rasse bzw. Dalische Rasse (nach der mittelschwedischen Landschaft Dalarna), Dalo-Nordide oder Dalo-Fälide genannt, wurde in der überholten Rassenkunde eine europäische Menschengruppe postuliert, die als „Unterrasse“ der Europiden klassifiziert wurde.
Aufgrund des vergleichsweise großen, langen Schädels und dessen kantigen Umrisses wurde sie an die eiszeitlichen Cro-Magniden angeschlossen und von der Gruppe der Nordiden wegen des breiteren Körperbaus und Gesichts unterschieden. Weitere typologische Merkmale seien ein hoher Wuchs mit vergleichsweise langen Gliedmaßen, eine rosaweiße Haut, glattes oder schwachwelliges blondes bis mittelblondes Haar sowie [hell]blaue Augen. Als Hauptverbreitungsgebiet des Fälischen Typus wurde Nord- und Nordwesteuropa, vor allem Südschweden, Niedersachsen, Westfalen und Hessen behauptet.